# 封印魔破・聖龍石
封印魔破・聖龍石（ふういんまは・せいりゅうせき）とは、神羅万象チョコに登場する架空の宝石、およびこれが描かれたカード、および実物大のディスプレイモデルである。

## 概要
聖龍石とは、神羅万象チョコの世界において、聖龍地域に存在する龍の原生モンスター（ギャンピー）から採取される宝玉。精霊・魂などを宿したり封じたりする力を持っている。青緑色の球状の宝石。
カードとディスプレイモデルについては後述。

## 軌跡
神羅万象チョコ 第一章において、ラスボスである魔王マステリオンとの戦いで、光龍王サイガが自ら所持している聖龍石の中にマステリオンの魂を封じ込めた。その際に封じた技の名称が「封印魔破」であり、これにより封じられた聖龍石を他と区別するため「封印魔破・聖龍石」と名付けられた。終戦後1000年間、中央都市宮殿の玉座の間で厳重に保管されていたが、突然の地殻変動の隙を狙ってマステリオンの部下であるボーンマスターによって奪われた。
第二章ではこの聖龍石を巡って再び争いが始まる。最終的には聖龍石は、魔創境にある魔創卵に沈められ、封印されていた魔王マステリオンの魂が開封され、魔神マステリオンとして復活してしまう。光の戦士は伝説の部族王の力を借り、再びマステリオンを倒す。伝説の部族王がマステリオンの魂を完全に消滅させたため、その後聖龍石は用済みとなった。
第三章では登場しない。

## 聖龍石キャンペーン
神羅万象チョコ 第二章第3弾が発売された2006年10月から2007年1月末まで行われたキャンペーン。第二章第3弾のパッケージ裏面についている応募券5枚を一口とした。
応募は二回行われ、一回目が2006年11月末、二回目が2007年1月末だった。締切ごとに抽選され、当選発表は商品の発送をもってかえられた。一回目の発送は12月中旬というスピード配送で、同様に二回目の配送も2月の中旬という早さであった。
それまでは一般的に入手不可能なカードは蒼龍王サイガだけであったが、公式にはカウントされていないエラーカードであった。だが、「封印魔破・聖龍石」に関しては公式でラインナップに入っていた。
第三章第3弾で「天地創造之書」を対象とする天地創造キャンペーンが開催されることが決定した。
現在、キャンペーンは終了している上、一般販売や復刻版や代替品などの発売の公式アナウンスは行われていないため入手はほぼ不可能。ネットオークションなどで流通することもあるが、かなり稀であり、価値が高騰しているため大金を積まなくてはならない。枚数が2000枚と定まっている数少ないカード。
「光の戦士」賞
各回10人、合計20人に「聖龍石」ディスプレイモデルが送られた。
サイズは全長約110mm。
「Wチャンス」賞
「光の戦士」賞の抽選に漏れた応募者の中から、さらに抽選で各回1000人、合計2000人に特製カードファイル（聖龍石カード付き）が送られた。
なお、「Wチャンス」賞の「W」は「ダブル」ではなく「ウエハー」と読む。
特製カードファイル（とくせいカードファイル）
コレクションファイルと同じサイズ。
表紙は金ぴかの箔押しで、裏面には「Not For Sale」の文字が書かれている。中には第一章から第二章第3弾までのストーリーが書かれている。
封印魔破・聖龍石（ふういんまは・せいりゅうせき）
第2弾IISPホログラムカード
封印者/光龍王サイガ
通常のホログラムカードとは異なり、龍の台座を除く聖龍石の結晶部分のみホログラム仕様になっているのが特徴。裏書には聖龍石のエピソードが書かれている。